# 佐藤源太
佐藤 源太（さとう げんた）は、元共同テレビジョン所属のテレビドラマ監督、テレビプロデューサー。2018年没。

## 来歴
1993年桜美林大学経済学部卒業。共同テレビに入社後はCM部に在籍。ドラマ部へ異動後、2005年に『嬢王』（テレビ東京）で初演出、2006年には『クピドの悪戯 虹玉』にてプロデューサー兼任で初のメイン監督を務めた。その後コンスタントに実績を積み重ね、『花ざかりの君たちへ〜イケメン♂パラダイス〜』以降は松田秀知のもと、セカンド監督を務めることが多い。
2010年放送の『嬢王3 〜Special Edition〜』ではプロデューサー兼務の上、メイン監督を担当していたが、2018年9月頃に既に故人となっている。

## 主な作品

### テレビドラマ
☆松田秀知がメイン監督の作品
- 嬢王（2005年・テレビ東京）
- 下北GLORY DAYS（2006年・テレビ東京）※プロデューサー兼務&最多演出
- 世にも奇妙な物語 06秋の特別編「部長OL」（2006年・フジテレビ）
- クピドの悪戯 虹玉（2006年・テレビ東京）★プロデューサー&メイン監督
- パズル（2007年・テレビ朝日）
- 世にも奇妙な物語 春の特別編「雰差値教育」（2007年・フジテレビ）
- 美少女戦麗舞（セレブ）パンシャーヌ 奥様はスーパーヒロイン!（2007年・テレビ東京）
- 花ざかりの君たちへ〜イケメン♂パラダイス〜（2007年・フジテレビ）☆
- 交渉人〜THE NEGOTIATOR〜（2008年・テレビ朝日）☆
- 絶対彼氏〜完全無欠の恋人ロボット〜（2008年・フジテレビ）
- 世にも奇妙な物語 08秋の特別編「どつきどつかれて生きるのさ」（2008年・フジテレビ）
- セレブと貧乏太郎（2008年・フジテレビ）☆
- 血液型別オンナが結婚する方法♪（2009年、フジテレビ）
- アタシんちの男子（2009年、フジテレビ）☆
- 交渉人〜THE NEGOTIATOR〜特別編〜宇佐木玲子、最初の事件!〜（2009年・テレビ朝日）
- 交渉人〜THE NEGOTIATOR〜 第2シリーズ（2009年・テレビ朝日）☆
- 世にも奇妙な物語 20周年スペシャル・春 〜人気番組競演編〜「ナデ様の指輪」（2010年・フジテレビ）
- 嬢王3 〜Special Edition〜（2010年、テレビ東京）★プロデューサー&メイン監督
- CONTROL〜犯罪心理捜査〜（2011年、フジテレビ）
- 世にも奇妙な物語21世紀21年目の特別編「通算」（2011年・フジテレビ）
- 絶対零度〜特殊犯罪潜入捜査〜（2011年、フジテレビ）
- HUNTER〜その女たち、賞金稼ぎ〜（2011年・フジテレビ）
- 家族のうた（2012年・フジテレビ）
- 世にも奇妙な物語 2012年 春の特別編「家族(仮)」（2012年・フジテレビ）
- 世にも奇妙な物語 2012年 秋の特別編「蛇口」（2012年・フジテレビ）
- カラマーゾフの兄弟（2013年、フジテレビ）
- ショムニ（2013年、フジテレビ）
- 家族の裏事情（2013年、フジテレビ）
- The 43rd TOKYO MOTOR SHOW 2013 特別企画ミニドラマ 『車家の人々』（2013年、フジテレビ）
- SMOKING GUN〜決定的証拠〜（2014年、フジテレビ）
- ゴーストライター（2015年、フジテレビ）
- HEAT（2015年、関西テレビ）
- 武道館（2016年、フジテレビ）★
- 早子先生、結婚するって本当ですか?（2016年、フジテレビ）
- 新宿セブン（2017年、テレビ東京）
- 逃亡花（2018年、BSジャパン）★
- 絶対零度～未然犯罪潜入捜査～（2018年、フジテレビ）

### 映画
- 劇場版 JKニンジャガールズ（2017年） - 監督 [1]

## 関連人物
- 松田秀知
- 土方政人
- 村上正典
- 高丸雅隆
- 都築淳一
- 石川淳一
- 岩田和行